# Erilaz

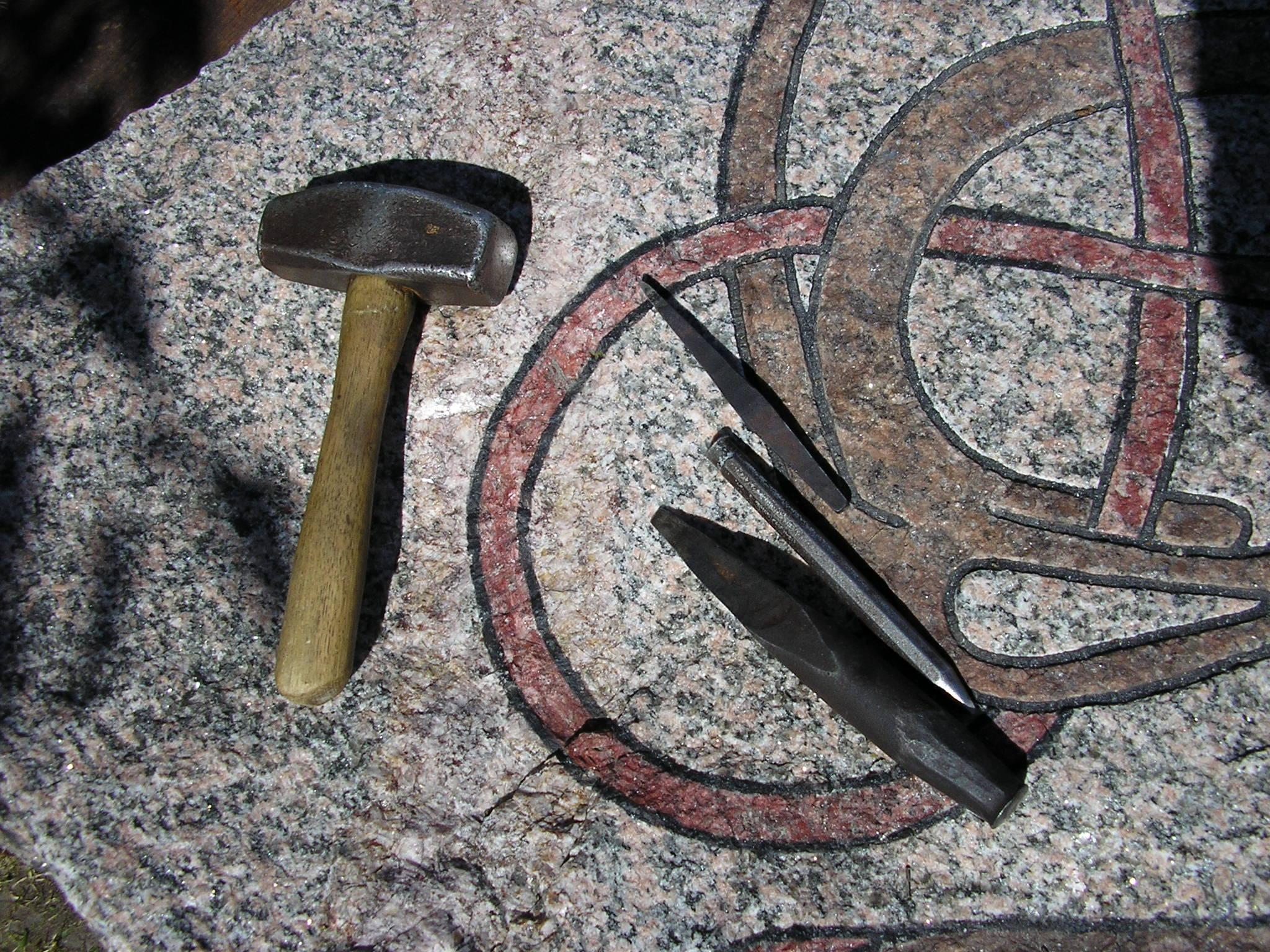
Una pedra rúnica moderna de Kalle Dahlberg

Un erilaz, gravador de runes o mestre rúnic, és un especialista en escriptura rúnica sobre pedra. A diferència d'altres zones d'Europa durant l'alta edat mitjana, molts escandinaus devien saber llegir i escriure, sobre os o fusta. Era, però, complicat gravar sobre pedra, per això sorgí la figura del gravador de runes. Al llarg del s. XI, quan es gravaren la majoria de les pedres rúniques, ja hi havia certs especialistes que eren contractats per gravar, decorar i erigir les pedres; quan s'acabava el treball, a voltes l'escrit esmentava l'erilaz, i així aquests monuments històrics són els primers exemples d'obres d'art europeu signades per l'autor.
Es coneixen més d'un centenar de gravadors de runes de l'era vikinga a Suècia, la majoria del s. XI a l'est de Svealand. Certes obres anònimes tenen els trets característics d'alguns autors coneguts i, per tant, se'ls n'atribueix l'autoria.

## Etimologia
La paraula procedeix del protogermànic ancestre de l'anglosaxó eorl i els seus derivats, que significa 'home, guerrer, noble'. També és un derivat de *erōn, 'lluita, batalla', per tant el significat més aproximat seria 'el que lluita, guerrer', tot i que també s'ha vinculat a *arōn ('àguila').

## Odin
Segons Hávamál, estrofa 138, Odin, el déu principal del panteó nòrdic, es considera el primer erilaz o «savi de les runes».

## Notables mestres gravadors
Entre els gravadors rúnics medievals coneguts destaquen:
- Asmund Karesson
- Balle
- Fot
- Frögärd i Ösby
- Halvdan
- Öpir
- Torgöt Fotsarve
- Ulf de Borresta
- Visäte